# Xyris teinosperma
Xyris teinosperma är en gräsväxtart som beskrevs av Idrobo och Lyman Bradford Smith. Xyris teinosperma ingår i släktet Xyris och familjen Xyridaceae. Inga underarter finns listade i Catalogue of Life.